# Ернст Лудвиг фон Геминген (1685 – 1743)
Ернст Лудвиг фон Геминген (на немски: Ernst Ludwig von Gemmingen; * 2 септември 1685; † 4 декември 1743) е благородник от род Геминген, президент на Хесен-Дармщат.
Той е син на Вайпрехт фон Геминген (1642 – 1702), президент на управлението и на камерата на Хесен-Дармщат, и първата му съпруга графиня Естер Катарина фон Гайерсберг-Остербург (1655 – 1689), дъщеря на граф Максимилиан Адам Гайер фон Гайерсберг-Остербург (1631 – 1678) и фрайин Катарина Салома фон Егкх-Хунгерсбах (1630 – 1706). Баща му Вайпрехт фон Геминген се жени втори път през 1693 г. с Мария Доротея фон дер Рек цу Хорст.
Негов кръстник е ландграф Ернст Лудвиг фон Хесен-Дармщат. От баща си наследява собственост в Опенхайм, Волфскелен (днес част от Ридщат) и Френкиш-Крумбах в Хесен. От 1702 г. той следва и от 1709 до 1713 г. пътува в Германия, Англия, Холандия, Франция и Италия. През 1711 г. той е свидетел в свитата на Курфюрство Бранденбур при императорския избор във Франкфурт. През 1714 г. той става съветник на управлението на Дармщат, и купува една четвърт от Волфскелен. През 1717 г. той продава различно имоти на Лотар Фридрих фон Ролинген, таен съветник в Майнц. По-късно за тези имоти има много конфликти.
Както баща му той има най-висши постове в Хесен-Дармщат. Той е таен съветник, президент на управлението също дворцов съдия в Марбург. Той е погребан в евангелската църква във Френкиш-Крумбах.

## Фамилия
Ернст Лудвиг фон Геминген се жени 1717 г. с Доротея Барбара фон Утеродт († 1769). Те имат децата:
- Лудвиг Еберхард (* 9 ноември 1719; † 2 юни 1782), държавен министър, неженен
- Амалия Елизабета (1720 – 1731)
- Луиза Йоханета Шарлота (1721 – 1737)
- Доротея София (1722 – 1755)
- Ханс Вайпрехт фон Геминген (* 24 ноември 1723; † 19 януари 1781 в Дармщат), женен 1761 г. с Мария Шарлота Ернестина Шенк фон Шмидбург (1724 – 1794), вдовица на Карл Лудвиг фон Геминген (1700 – 1752), господар в Хохберг на река Некар.